# Халасле

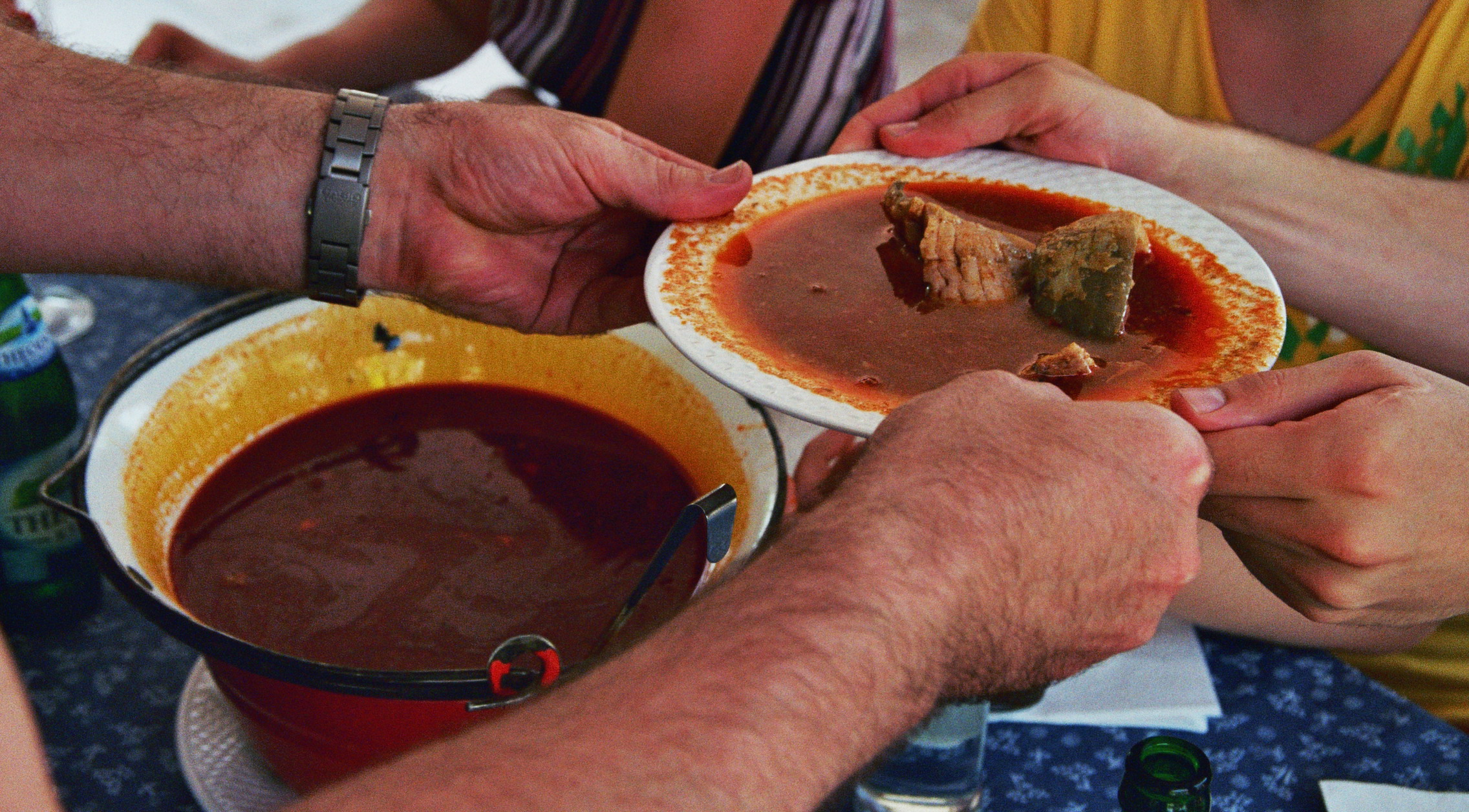
Халасле

Халасле (угор. halászlé) — традиційний угорський рибний суп (юшка), назва якого походить від угорських слів hal — «риба» (або halász — «рибалка») і lé — «бульйон». Це істинно угорська страва, яка має велику кількість місцевих варіантів приготування. Головну в приготуванні — якісний рибний бульйон. Найкраще його варити з голови, плавників і шкіри коропа, хоча можна зварити і з дрібних видів річкової риби.
Короп — одна з найпопулярніших в Угорщині риб, причому як в риболовецькому, так і в гастрономічному відношенні, тому зазвичай угорці варять юшку з цієї риби. В Угорщині навіть виведено свою, особливу породу коропа, — короп угорський. Він невибагливий до вирощування, має чудові смакові якості.
Своєю появою мадярська рибна юшка зобов'язана саме коропу. Суп халасле також готують із рибного асорті — короп, щука, сом, судак, що робить його ще смачнішим.
Приготування халасле базується на рецепті, взятому з «Малої угорської книги кухара» Кароя Гунделя і вважається класичним рецептом в Угорщині і Закарпатті.